# Batalha de Avarair
Batalha de Avarair (em armênio/arménio: Ավարայրի ճակատամարտ) ou Batalha de Vartanantz (em armênio/arménio: Վարդանանց Պատերազմ) foi um confronto travado em 26 de maio de 451 entre as tropas rebeldes armênias lideradas por Vardanes II Mamicônio (beatificado como São Vardanes) e os exércitos sassânidas na planície de Avarair, em Vaspuracânia. Embora os sassânida tenham sido vitoriosos no campo de batalha, a batalha provou ser uma grande vitória estratégica armênia, com Avarair pavimentando o caminho para o tratado de Nuarsaque (484), que afirmou o direito armênio de professar o cristianismo livremente.

## Contexto
Neste período, a Armênia era uma satrapia do Império Sassânida e os xá persas pretendiam impor o rito do sol e do fogo aos armênios. A Armênia, o primeiro país oficialmente cristão do mundo (desde 301, quando São Gregório Iluminador converteu Tirídates III), fez forte oposição ao abandono de sua fé, criando um impasse. O clero armênio respondeu ao xá Isdigerdes II com essas palavras:
| “ | Nada nos moverá de nossa fé, nem anjos e nem homens, nem espadas e nem águas, ou qualquer outra violência imaginável. Nossos bens e nossas posses estão a tua disposição; podes usa-los como bem entenderes. Desde que nos concedas a liberdade de crença, tu serás nosso único senhor na terra, assim como Cristo é nosso único Deus no céu. Se porém exigires de nós mais que isso, eis nossa decisão: nossas vidas estão em tuas mãos…; tu tens a espada, nós a cerviz…Tombaremos como mortais que somos e passaremos às fileiras dos imortais…É inútil querer negociar o que é inegociável. Nossa fé não tem origem humana e nossas convicções sobre ela resultam de uma experiência amadurecida. Somos inseparavelmente unidos ao nosso Deus. Nada poderá romper essa união, jamais e em tempo algum. | ” |

Os persas mandaram cerca de 700 magos e sacerdotes para converter a população armênia, mas alguns arcebispos armênios incitaram a população a hostilizar os sacerdotes persas. Irritados com essa atitude e resistência, o rei persa enviou 200 mil soldados para impor a força sua decisão. Com uma força de aproximadamente 66 mil homens e liderados pelo senhor de terras Vardanes II Mamicônio, os armênios contavam com a ajuda do também cristão Império Bizantino para combaterem em pé de igualdade com os persas. A ajuda não veio e o conflito não pôde ser evitado. Na planície de Avarair, os dois povos se combateram e devido a superioridade militar e a deserção de muitos armênios para as linhas inimigas, esperando benefícios políticos, deu a vitória aos persas.